# رهبر جمهوری اسلامی ایران
رهبر جمهوری اسلامی ایران، رئیس کشور و بالاترین مقام رسمی و قدرتمندترین فرد در عرصهٔ سیاسی جمهوری اسلامی ایران است. نقدهای بسیاری به این مقام وارد شده و بسیاری آن را دیکتاتور محسوب می‌کنند.
سید روح‌الله خمینی، رهبر انقلاب اسلامی ایران، نخستین رهبر جمهوری اسلامی ایران بود و پس از او تاکنون، سید علی خامنه‌ای، این سمت را بر عهده دارد. خامنه‌ای، طبق اصول ۱۰۷ و ۱۱۰ قانون اساسی جمهوری اسلامی ایران، به عنوان «رهبر»، قدرتمندترین مقام سیاسی در ایران است. در جایگاه و مقام رهبری، وی رئیس کشور ایران و فرمانده کل نیروهای مسلح است و می‌تواند با صدور احکام و تصمیمات نهایی در بسیاری از زمینه‌ها مانند اقتصاد، محیط زیست، سیاست خارجی و برنامه‌ریزی ملی در امور کشور دخالت کند. به گفته کریم سجادپور، سید علی خامنه‌ای کنترل مستقیم یا غیرمستقیم بر قوه‌های مجریه، مقننه و قضایی و دولت و همچنین ارتش و رسانه‌ها دارد. در ادامه اعمال قوه مجریه جز در اموری که در قانون اصل ۶۰ مستقیماً بر عهده رهبری گذارده شده، از طریق رئیس‌جمهور و وزراء است. کلیه نامزدهای مجلس خبرگان رهبری، و ریاست جمهوری و مجلس شورای اسلامی (پارلمان) توسط شورای نگهبان تأیید می‌شوند، که اعضای آنها مستقیم یا غیرمستقیم توسط رهبر جمهوری اسلامی انتخاب می‌شوند. همچنین مواردی وجود داشته است که شورای نگهبان پس از دستور توسط خامنه‌ای ممنوعیت خود در مورد افراد خاص را لغو کرد.
رهبر با رأی دوسِوم (۲/۳) نمایندگان مجلس خبرگان رهبری به‌مدت نامحدود برگزیده می‌شود؛ اما بر اساس اصل ۱۱۱ این قانون، درصورتی‌که رهبر از انجام وظایف خود ناتوان شود یا یکی از ویژگی‌های رهبری را از دست دهد، مجلس خبرگان رهبری می‌تواند وی را از مقامش برکنار یا خلع بکند.

## ولایت فقیه در قانون اساسی
همزمان با درگذشت روح‌الله خمینی، قانون اساسی در سال ۶۸ بازنگری شد و شرط مرجعیت از شرایط ولی فقیه حذف، عبارت مطلقه اضافه و اختیارات ولایت فقیه گسترده‌تر شد (اصل ۵۷ و ۱۱۰ قانون اساسی). از این رو در اصل ۵ قانون اساسی سال ۶۸ آمده است:
در زمان غیبت حجت بن الحسن در جمهوری اسلامی ایران «ولایت امر و امامت امت» بر عهده فقیه عادل و باتقوی، آگاه به زمان، شجاع، مدیر و مدبر است.
و در اصل ۵۷ نیز:
قوه مقننه، قوه مجریه و قوه قضائیه که زیر نظر «ولایت مطلقه امر و امامت امت» اداره می‌گردند. این قوا مستقل از یکدیگرند.
رهبر که ولایت مطلق دارد، سیاست‌های کلیِ نظام و نظارت بر حسن اجرای آن را بر عهده دارد و از جمله وظیفه‌های او گماشتن برخی سمت‌های اساسی کشور است.

## شرایط و صفات رهبری
رهبری در نظام جمهوری اسلامی ایران از جایگاه ویژه‌ای برخوردار است؛ به همین دلیل قانون اساسی جمهوری اسلامی ایران شرایط خاصی را که خاستگاه آن متون فقهی است، برای رهبر معین کرده که برای هیچ‌کدام از مسئولان دیگر ذکر نکرده است. در قانون اساسی اصول پنجم و صد و نهم مرتبط با شرایط و صفات رهبری است. براساس اصل پنجم «در زمان غیبت ولی‌عصر در جمهوری اسلامی ایران ولایت امر و امامت امت بر عهده فقیه عادل و باتقوا، آگاه به زمان، شجاع، مدیر و مدبر» است. اصل صد و نه قانون اساسی نیز شرایط رهبر را در سه بند به شرح زیر عنوان می‌کند:

- صلاحیت علمی لازم برای افتاء در ابواب مختلف فقه.
- عدالت و تقوای لازم برای رهبری امت اسلام.
- بینش صحیح سیاسی و اجتماعی، تدبیر، شجاعت، مدیریت و قدرت کافی برای رهبری.

همچنین طبق این اصل چنانچه تعداد افرادی که همه شرایط یاد شده را دارند از یک نفر بیشتر باشد، «شخصی که دارای بینش فقهی و سیاسی قوی‌تر باشد مقدم است.»
اصل سابق:

شرایط و صفات رهبر یا اعضای شورای رهبری:
- صلاحیت علمی و تقوایی لازم برای افتاء و مرجعیت.
- بینش سیاسی و اجتماعی و شجاعت و قدرت و مدیریت کافی برای رهبری

قانون اساسی ایران، شرط داشتن تابعیت ایرانی را برای رهبر ذکر نکرده است.

## وظایف و اختیارات رهبری
اصل ۱۱۰ قانون اساسی جمهوری اسلامی ایران:

- تعیین سیاستهای کلی نظام جمهوری اسلامی ایران پس از مشورت با مجمع تشخیص مصلحت نظام.
- نظارت بر حسن اجرای سیاستهای کلی نظام.
- فرمان همه‌پرسی.
- فرماندهی کل نیروهای مسلح.
- اعلام جنگ و صلح و بسیج نیروهای مردمی.
- نصب و عزل و قبول استعفای:
  - فقهای شورای نگهبان.
  - رئیس قوه قضاییه.
  - رئیس سازمان صدا و سیمای جمهوری اسلامی ایران.
  - رئیس ستاد کل نیروهای مسلح جمهوری اسلامی ایران.
  - فرمانده کل سپاه پاسداران انقلاب اسلامی.
  - فرماندهان عالی نیروهای نظامی و انتظامی

- حل اختلاف و تنظیم روابط قوای سه‌گانه.
- حل معضلات نظام که از طرق عادی قابل حل نیست، از طریق مجمع تشخیص مصلحت نظام.
- امضاء حکم ریاست‌جمهوری پس از انتخاب مردم. صلاحیت داوطلبان ریاست‌جمهوری از جهت دارا بودن شرایطی که در این قانون می‌آید، باید قبل از انتخابات به تأیید شورای نگهبان و در دورهٔ اول به تأیید رهبری برسد.
- عزل رئیس‌جمهور با در نظر گرفتن مصالح کشور پس از حکم دیوان عالی کشور به تخلف وی از وظایف قانونی، یا رأی مجلس شورای اسلامی به عدم کفایت وی بر اساس اصل هشتاد و نهم.
- عفو یا تخفیف مجازات محکومیت در حدود موازین اسلامی پس از پیشنهاد رئیس قوه قضاییه.

رهبر می‌تواند بعضی از وظایف و اختیارات خود را به شخص دیگری تفویض کند.

اصل سابق وظایف و اختیارات رهبری:

- تعیین فقهای شورای نگهبان.
- نصب عالیترین مقام قضایی کشور.
- فرماندهی کلی نیروهای مسلح به ترتیب زیر:
- نصب و عزل رئیس ستاد مشترک.
- نصب و عزل فرمانده کل سپاه.
- تشکیل شورای عالی دفاع ملی، مرکب از هفت نفر از اعضای زیر:

رئیس‌جمهور.
نخست‌وزیر.
وزیر دفاع.
رئیس ستاد مشترک.
فرمانده کل سپاه پاسداران انقلاب اسلامی.
دو مشاور به تعیین رهبر.
- تعیین فرماندهان عالی نیروهای سه‌گانه به پیشنهاد شورای عالی دفاع.
- اعلام جنگ و صلح و بسیج نیروهای به پیشنهاد شورای عالی دفاع.
- امضای حکم ریاست‌جمهور پس از انتخاب مردم صلاحیت داوطلبان ریاست‌جمهوری از جهت دارا بودن شرایطی که در این قانون می‌آید باید قبل از انتخابات به تأیید شورای نگهبان و در دورهٔ اول به تأیید رهبری برسد.
- عزل رئیس‌جمهور با در نظر گرفتن مصالح کشور، پس از حکم دیوان عالی کشور به تخلف وی از وظایف قانونی یا رأی مجلس شورای اسلامی به عدم کفایت سیاسی او.
- عفو یا تخفیف مجازات محکومیت، در حدود موازین اسلامی، پس از پیشنهاد دیوان عالی کشور.

## انواع صلاحیت‌ها و مسئولیت‌های رهبری
صلاحیت‌های رهبری بر سه گونه است:
1. صلاحیت‌هایی که برطبق قانون اساسی برعهده رهبری است که عبارتند از:
  1. فرماندهی نیروهای مسلح جمهوری اسلامی ایران
  2. صدور حکم رئیس قوه قضائیه ایران
  3. صدور حکم رئیس سازمان صدا و سیمای جمهوری اسلامی ایران
  4. مجمع تشخیص مصلحت نظام
  5. شورای عالی امنیت ملی
  6. امضاء حکم ریاست‌جمهوری پس از انتخاب مردم[۱۵]
2. صلاحیت‌هایی که بر طبق قوانین دیگر با حضور نمایندگان ولی فقیه اداره می‌گردد که عبارتند از:
  1. شورای هماهنگی تبلیغات اسلامی
  2. سازمان اوقاف و امور خیریه
  3. بنیاد شهید و امور ایثارگران
  4. سازمان حج و زیارت
  5. سازمان فرهنگ و ارتباطات اسلامی
3. صلاحیت‌هایی که به‌عنوان ولایت مطلقه یا عامه به استناد اصل پنجم دارا هستند که عبارتند از:
  1. آستان قدس رضوی
  2. آستان فاطمه معصومه
  3. آستان احمدی و محمدی
  4. شورای سیاستگذاری ائمه جمعه
  5. نهاد نمایندگی مقام معظم رهبری در دانشگاه‌ها
  6. کمیته امداد امام خمینی
  7. سازمان تبلیغات اسلامی
  8. شورای عالی قرآن
  9. مؤسسه اطلاعات
  10. مؤسسه کیهان
  11. بنیاد پانزده خرداد
  12. بنیاد مسکن انقلاب اسلامی
  13. بنیاد مستضعفان انقلاب اسلامی
  14. ستاد اجرایی فرمان امام
  15. مرکز ملی فضای مجازی
  16. شورای عالی انقلاب فرهنگی[۱۶][۱۷]

## انتخاب رهبری
در ایران برای انتخاب رهبر، یک نماینده از هر استان برای عضویت در مجلس خبرگان رهبری توسط مردم انتخاب می‌شود (در استان‌های با بیش از یک میلیون نفر جمعیت، به ازای هر ۵۰۰ هزار نفر یک نماینده افزوده می‌شود). جمع نمایندگان منتخب استان‌ها، مجلس خبرگان رهبری را تشکیل می‌دهند که با توجه به ویژگی‌ها و شرایطی که در قانون اساسی جمهوری اسلامی ایران برای رهبر مشخص شده، فردی را که از منظر فقاهت و رهبری دینی و نیز زعامت و رهبری سیاسی دارای آن شرایط باشد، به عنوان ولی فقیه انتخاب می‌نمایند. اعضای خبرگان در ایران برای مدت هشت سال انتخاب می‌شوند و علاوه بر تعیین رهبر، وظیفه نظارت بر کارها و شرایط او را نیز بر عهده دارند.
اصل ۱۰۷ قانون اساسی جمهوری اسلامی ایران:

«رهبر کبیر انقلاب جهانی اسلام و بنیانگذار جمهوری اسلامی ایران حضرت آیت‌الله العظمی امام خمینی «قدس سره الشریف» که از طرف اکثریت قاطع مردم به مرجعیت و رهبری شناخته و پذیرفته شدند، تعیین رهبر به‌عهده خبرگان منتخب مردم است. خبرگان رهبری دربارهٔ همه فقها واجد شرایط مذکور در اصول پنجم و یکصد و نهم بررسی و مشورت می‌کنند هر گاه یکی از آنان را اعلم به احکام و موضوعات فقهی یا مسایل سیاسی و اجتماعی یا دارای مقبولیت عامه یا واجد برجستگی خاص در یکی از صفات مذکور در اصل یکصد و نهم تشخیص دهند او را به رهبری انتخاب می‌کنند و در غیر این صورت یکی از آنان را به عنوان رهبر انتخاب و معرفی می‌نمایند. رهبر منتخب خبرگان، ولایت امر و همه مسئولیت‌های ناشی از آن را برعهده خواهد داشت. رهبر در برابر قوانین با سایر افراد کشور مساوی است.»

در اصل ۱۰۷ قانون اساسی جمهوری اسلامی ایران آمده‌بود:

«هر گاه یکی از فقهای واجد شرایط مذکور در اصل پنجم این قانون از طرف اکثریت قاطع مردم به مرجعیت و رهبری شناخته و پذیرفته شده باشد، همانگونه که در مورد مرجع عالیقدر تقلید و رهبر انقلاب آیت‌الله العظمی امام خمینی چنین شده است، این رهبر، ولایت امر و همه مسئولیتهای ناشی از آن را بر عهده دارد، در غیر این صورت خبرگان منتخب مردم دربارهٔ همه کسانی که صلاحیت مرجعیت و رهبری دارند بررسی و مشورت می‌کنند، هر گاه یک مرجع را دارای برجستگی خاص برای رهبری بیابند او را به عنوان رهبر به مردم معرفی می‌نمایند، وگرنه سه یا پنج مرجع واجد شرایط رهبری را به عنوان اعضاءی شورای رهبری تعیین و به مردم معرفی می‌کنند.»

## برکناری رهبر
اصل ۱۱۱ قانون اساسی جمهوری اسلامی ایران:

«هر گاه رهبر از انجام وظایف قانونی خود ناتوان شود. یا فاقد یکی از شرایط مذکور در اصول پنجم و یکصد و نهم گردد، یا معلوم شود از آغاز فاقد بعضی از شرایط بوده است، از مقام خود بر کنار خواهد شد. تشخیص این امر به عهده خبرگان مذکور در اصل یکصد و هشتم است. در صورت فوت یا کناره‌گیری یا عزل رهبر، خبرگان موظفند، در اسرع وقت نسبت به تعیین و معرفی رهبر جدید اقدام نمایند. تا هنگام معرفی رهبر، شورایی مرکب از رئیس‌جمهور، رئیس قوهٔ قضائیه و یکی از فقهای شورای نگهبان انتخاب مجمع تشخیص مصلحت نظام، همه وظایف رهبری را به‌طور موقت به عهده می‌گیرد و چنانچه در این مدت یکی از آنان به هر دلیل نتواند انجام وظیفه نماید، فرد درگیر به انتخاب مجمع، با حفظ اکثریت فقها، در شورا به جای وی منصوب می‌گردد. این شورا در خصوص وظایف بندهای ۱ و ۳ و ۵ و ۱۰ و قسمت‌های (د) و (ه) و (و) بند ۶ اصل یکصد و دهم، پس از تصویب سه چهارم اعضاء مجمع تشخیص مصلحت نظام اقدام می‌کند. هر گاه رهبر بر اثر بیماری یا حداکثر دیگری موقتاً از انجام وظایف رهبری ناتوان شود، در این مدت شورای مذکور در این اصل وظایف او را عهده‌دار خواهد بود.»

اصل سابق:

«هر گاه رهبر یا یکی از اعضای شورای رهبر یا یکی از اعضای شورای رهبری از انجام وظایف قانونی رهبری ناتوان شود یا فاقد یکی از شرایط مذکور در اصل یکصد و نهم گردد از مقام خود بر کنار خواهد شد. تشخیص این امر به عهده خبرگان مذکور در اصل یکصد و هشتم است.
مقررات تشکیل خبرگان برای رسیدگی و عمل به این اصل در اولین اجلاسیه خبرگان تعیین می‌شود.»

## شورای رهبری
در اصل ۱۱۱ قانون اساسی آمده است که «در صورت فوت یا کناره‌گیری یا عزل رهبر، مجلس خبرگان موظفند در اسرع وقت، نسبت به تعیین و معرفی رهبر جدید اقدام نمایند. تا هنگام معرفی رهبر، شورایی مرکب از رئیس‌جمهور، رئیس قوهٔ قضائیه و یکی از فقهای شورای نگهبان به انتخاب مجمع تشخیص مصلحت نظام، همه وظایف رهبری را به‌طور موقت به عهده می‌گیرد.»
اصل ۱۱۱، البته شورایی که تا هنگام انتخاب جانشین رهبری وظایف او را به عهده می‌گیرد را، «موقت» می‌داند و «شورای رهبری» نمی‌نامد. اما در این اصل، نکته‌ای وجود دارد که کمتر مورد توجه قرار گرفته و آن، ذکر نشدن «سقف زمانی» برای مسئولیت چنین شورایی است.
مطابق این اصل، اعضای مجلس خبرگان باید در «اسرع وقت» رهبر جدید را تعیین کنند، اما تعریف نشده که این اعضا، حداکثر چقدر برای این انتخاب مهلت دارند و اگر تا چه مدتی بر روی فردی به نتیجه نرسیدند چه خواهد شد. در حقیقت با توجه به اینکه جانشین رهبر، باید حداقل رای دوسوم از حاضران در مجلس خبرگان را داشته باشد، در صورتی که هیچ کاندیدایی این میزان رای را به دست نیاورد، به لحاظ تئوریک شورای سه نفره ذکر شده در اصل ۱۱۱ می‌تواند به‌طور نامحدود به ایفای وظایف رهبری بپردازد.
در صورتی که اعضای مجلس خبرگان، در درازمدت نتوانند بر روی کاندیدایی مشخص به توافق برسند، این شورای سه نفره حتی در شرایطی خاص، قادر است با انجام همه‌پرسی برای بازنگری در اصول قانون اساسی – از جمله اصول مرتبط با رهبری – نیز موافقت کند. شورای سه نفره، البته اختیار انجام تعداد کمی از وظایف رهبری و از جمله صدور فرمان همه‌پرسی را ندارد، اما می‌تواند در صورت تمایل، «پس از تصویب سه چهارم اعضای مجمع تشخیص مصلحت نظام» به انجام این وظایف هم بپردازد.
به عبارت دیگر، اشارات رئیس مجمع تشخیص مصلحت نظام به بازبودن راه قانونی تشکیل شورای رهبری، در شرایطی انجام شده که از نظر تئوریک این امکان وجود دارد که در فرایند تعیین رهبر آینده، شورایی سه نفره جایگزین او شود و حتی با زمینه‌سازی تغییر قانون اساسی، به احیای صریح «شورای رهبری» بپردازد.

## رهبران جمهوری اسلامی ایران
نخستین رهبر یا ولی فقیه ایران بعد از انقلاب ایران در سال ۱۳۵۷ (۱۹۷۹ میلادی) سید روح‌الله خمینی بود. وی رهبر انقلاب ایران در سال ۱۳۵۷ نام گرفت و اولین مجلس خبرگان رهبری در سال ۱۳۶۴ حسین‌علی منتظری را به‌عنوان قائم مقام رهبری برگزید. اما اختلافات شدید او با خمینی موجب شد تا وی در فروردین ۱۳۶۸ از این مقام برکنار شود.
پس از درگذشت سید روح‌الله خمینی، در جلسه مجلس خبرگان رهبری، سید علی خامنه‌ای به رهبری انتخاب گردید. به گفته هاشمی رفسنجانی مهم‌ترین موافق رهبری جمعی در این مجلس خود خامنه‌ای بود و حتی اعلام کرده بود که چون ولایت فرد را قبول ندارم، کاندیدای رهبری نمی‌شوم. اما در مرحله اول رأی‌گیری بیش از بیست نفر به شورای رهبری رأی دادند و ۴۵ نفر با رهبری فرد موافق بودند. سپس برای انتخاب رهبر بین خامنه‌ای و سید محمدرضا گلپایگانی که اعضای جامعه مدرسین حوزه علمیه قم او را پیشنهاد می‌کردند، رأی‌گیری شد. خامنه‌ای ۶۸ رأی، گلپایگانی ۱۳ رأی آورد و حدود ۱۳ نفر هم رأی ندادند. نقل قول هاشمی از روح‌الله خمینی که توانایی سید علی خامنه‌ای را برای رهبری تأیید کرده بود، نقش مهمی در اعتماد خبرگان به سید علی خامنه‌ای داشت.
مسئله مهم در این انتخاب شرط مرجعیت بود؛ چراکه سید علی خامنه‌ای مرجع تقلید نبود. طبق اولین قانون اساسی جمهوری اسلامی ایران رهبر باید مرجع تقلید می‌بود و «شورای بازنگری قانون اساسی» هنوز کار بازنگری در قانون اساسی جمهوری اسلامی را به پایان نرسانده بود؛ و عملاً در این انتخاب قانون اساسی و شرایط رهبری در نظر گرفته نشد.
| نام               | تصویر | تولد–مرگ   | دریافت سمت    | پایان سمت     |
| ----------------- | ----- | ---------- | ------------- | ------------- |
| سید روح‌الله خمینی |       | ۱۲۸۱– ۱۳۶۸ | ۱۲ آذر ۱۳۵۸   | ۱۳ خرداد ۱۳۶۸ |
| سید علی خامنه‌ای   |       | ۱۳۱۸ – ن/م | ۱۴ خرداد ۱۳۶۸ | متصدی         |

## آینده رهبری
اگرچه هیچ گزارش رسمی و اظهار نظری از سوی خبرگان رهبری —که تعیین‌کنندگان قانونی رهبر هستند— در این باره منتشر نشده است، اما تحلیلگران برخی رسانه‌ها گمانه‌زنی‌هایی گوناگون و متفاوت دربارهٔ جانشین سیدعلی خامنه‌ای ارائه داده‌اند.

## فهرست مشاوران منصوب
فعلی
- علی‌اکبر ولایتی، مشاور امور بین‌الملل، از ۳۰ مرداد ۱۳۷۶ تاکنون.
- علی‌اکبر ناطق نوری، مشاور، از ۸ خرداد ۱۳۷۹ تاکنون.
- غلامعلی حداد عادل، مشاور عالی، از ۸ تیر ۱۳۸۷ تاکنون.
- علی لاریجانی، مشاور، از ۸ خرداد ۱۳۹۹ تاکنون.
- علی شمخانی، مشاور سیاسی، از ۱ خرداد ۱۴۰۲ تاکنون.
- محمد مخبر، مشاور و دستیار، از ۲ مهر ۱۴۰۳ تاکنون.

سابق
- سید محمد موسوی خوئینی‌ها، مشاور سیاسی، از ۱۷ دی ۱۳۶۸ تا ۱۳۷۸.
- مهدی کروبی، مشاور، از ۱۰ خرداد ۱۳۸۳ تا ۲۹ خرداد ۱۳۸۴.

## پی‌نوشت
1. ↑  رهبری سید روح‌الله خمینی، نخستین رهبر جمهوری اسلامی ایران، در طول انقلاب اسلامی ایران مطرح شد بدون نیاز به انتخاب خبرگان. در اصل ۱۰۷ قانون اساسی سال ۵۸ آمده‌بود: «هر گاه یکی از فقهای واجد شرایط مذکور در اصل پنجم این قانون از طرف اکثریت قاطع مردم به مرجعیت و رهبری شناخته و پذیرفته شده باشد، همانگونه که در مورد مرجع عالیقدر تقلید و رهبر کبیر انقلاب آیت‌الله‌العظمی امام خمینی چنین شده است، این رهبر، ولایت امر و همه مسئولیتهای ناشی از آن را بر عهده دارد، در غیر این صورت خبرگان منتخب مردم دربارهٔ همه کسانی که صلاحیت مرجعیت و رهبری دارند بررسی و مشورت می‌کنند، هر گاه یکی مرجع را دارای برجستگی خاص برای رهبری بیابند او را به عنوان رهبر به مردم معرفی می‌نمایند…»